# Lancair IV

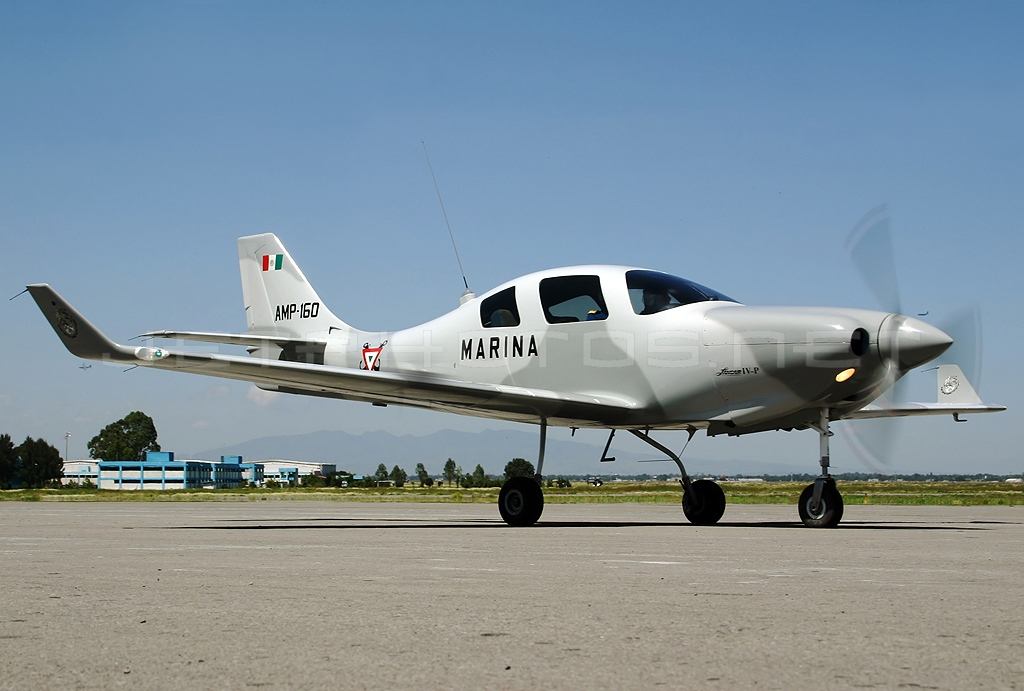
Lancair IV-P de la Armada de México en Santa Lucía.

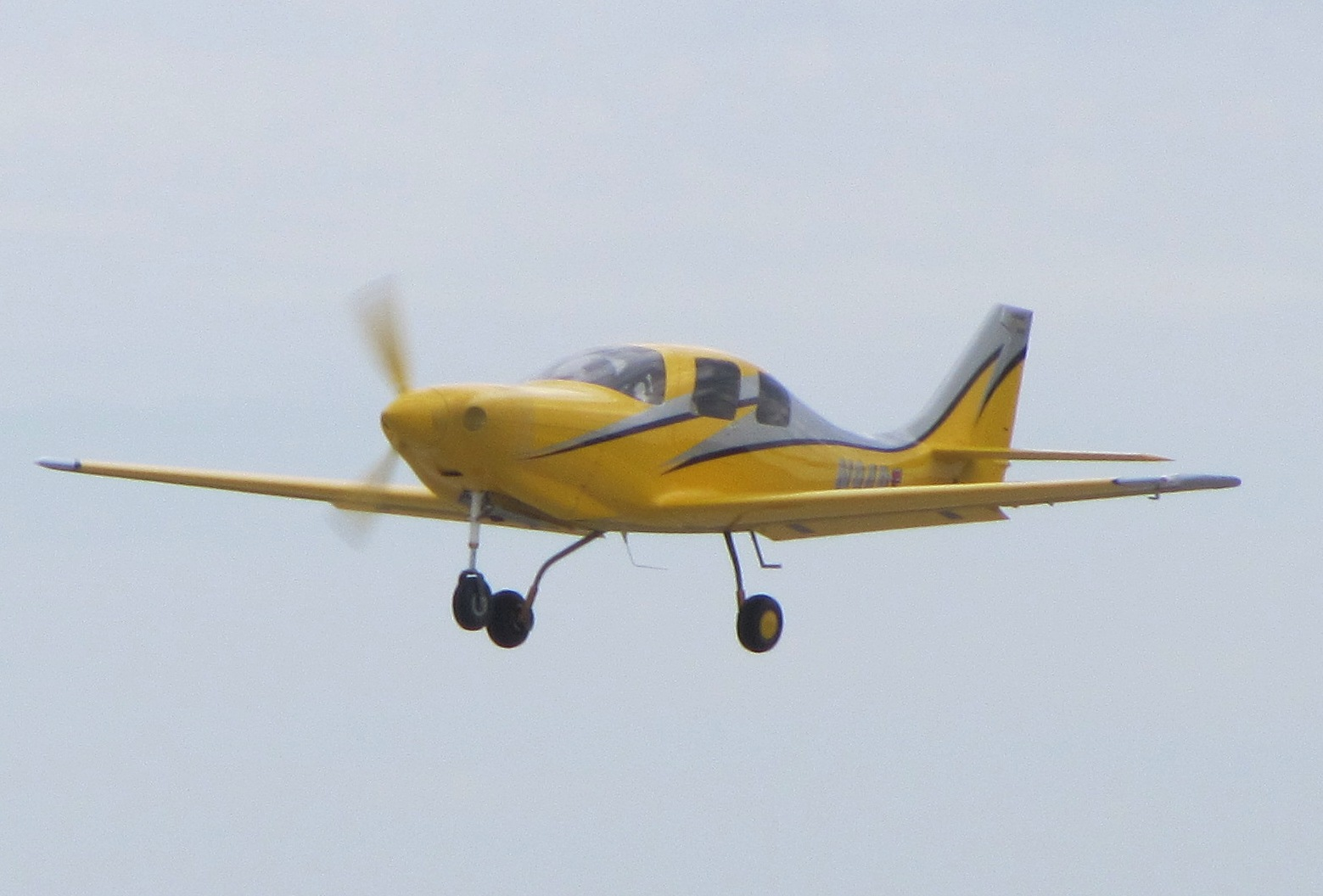
Lancair IV aterrizando en el Aeropuerto Regional Wittman en Oshkosh, Wisconsin.

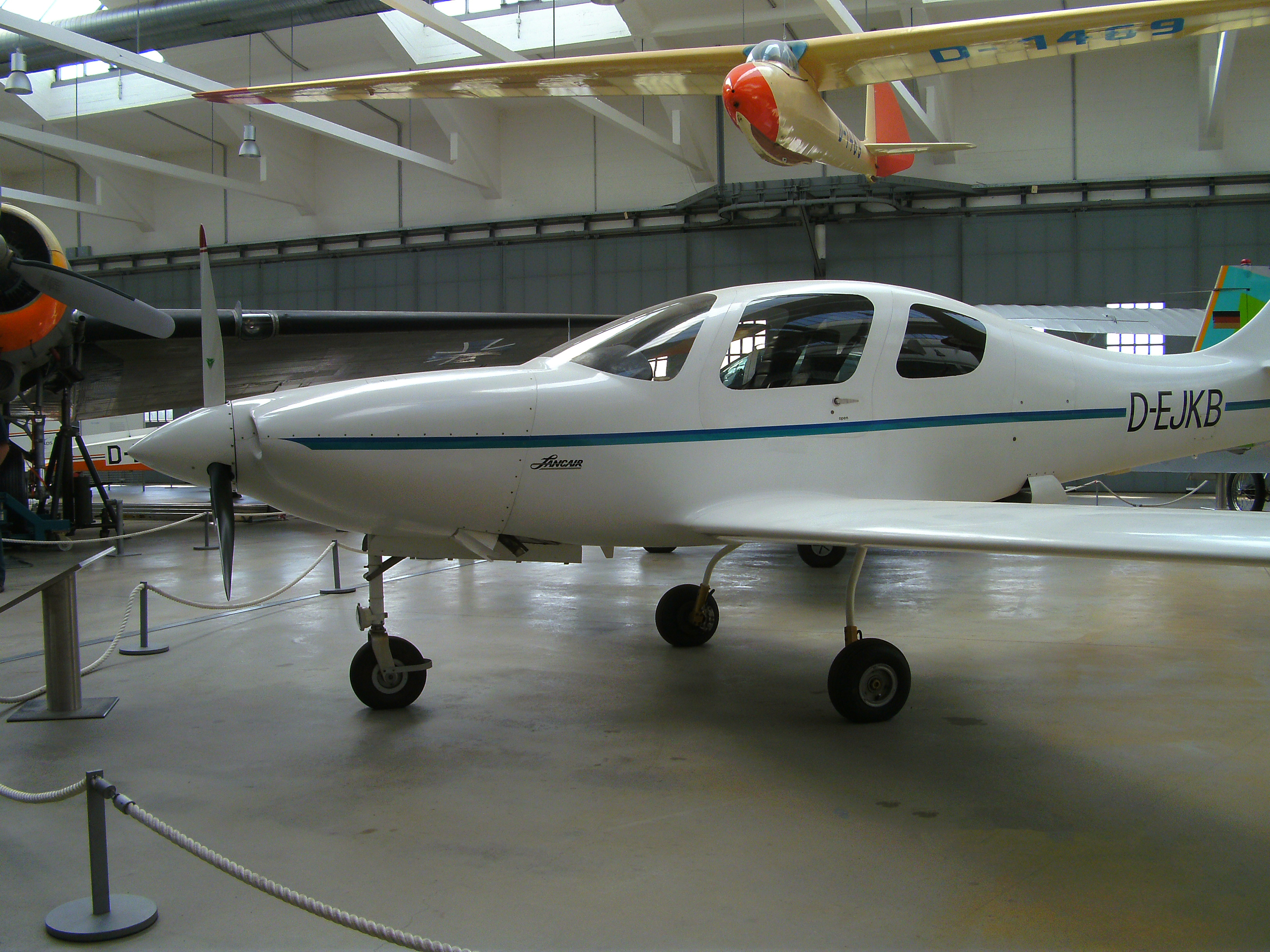
Un Lancair IV en el museo Flugwerft Schleissheim.

Lancair IV y IV-P son una familia de monoplanos de ala baja con tren de aterrizaje retráctil, capacidad de cuatro plazas y potenciados por un motor de pistón turbo-cargado Continental TSIO-550. Su producción finalizó en 2012

## Desarrollo
Para 1990 Lancair se propuso la meta de producir una aeronave presurizada de 4 asientos que alcanzara las 345 MPH y se pudiera construir fácilmente en casa. Es una de las pocas aeronaves de pistón con cabina presurizada en la historia. El avión fue dotado con un motor de pistón Continental TSIO-550 de 6 cilindros horizontales opuestos de 550 pulgadas cúbicas y con doble turbo, capaz de desarrollar 350 HP.
Para finales de 2011 se construyeron 110 Lancair IV y 250 Lancair IV-P.

## Historia operacional
En 2014, Bill Harrelson estableció un récord mundial de velocidad de vuelo en solitario en una aeronave Lancair IV, entre los polos de la Tierra para un avión menos de 3.000 kilogramos (6.600 libras), con un 175 horas de duración. El avión fue modificado para contener 1,370 litros de combustible.

## Variantes
Lancair IV
Kit-plane despresurizado de 4 asientos, potenciado por un motor Continental TSIO-550 de 350 HP.
Lancair IV-P
Kit-plane presurizado de 4 asientos, potenciado por un motor Continental TSIO-550 de 350 HP.
Lancair Propjet
Kit-plane presurizado de 4 asientos, potenciado por un motor turbohélice Pratt & Whitney PT6. Puede alcanzar velocidades superiores a 300 nudos en altitudes superiores a 30,000 pies.

## Accidentes
Para junio de 2014, la base de datos de accidentes aéreos de la NTSB registró 20 accidentes que involucraron a 18 víctimas mortales en todas las variantes del Lancair IV.

## Especificaciones (Lancair IV-P)
Características generales
- Tripulación: 1
- Pasajeros: 3
- Longitud: 7,62 m
- Envergadura: 10,82 m
- Superficie alar: 9,1 m²
- Peso en vacío: 998 kg
- Peso bruto: 1.610 kg
- Capacidad de combustible: 340 L; 420 L con depósitos externos aumentados
- Planta motriz: 1 × Continental TSIO-550 de 350 HP
- Hélice: Hartzell PHC-H3YF-1RF de 3 palas con 3,86 m de diámetro

Rendimiento
- Velocidad de crucero: 220 kn (407 km/h) @ 24,000 ft
- Velocidad de entrada en pérdida: 61 kn (113 km/h) en configuración de aterrizaje
- Velocidad a no exceder: 274 kn (507 km/h)
- Alcance: 1.347 nmi (2.494 km) con reservas a 8.000 pies
- Autonomía media: 6 horas
- Factor de carga máximo +4.4/-2.2 (utilitario); +3.8/-2.0 (común)
- Régimen de ascenso: 1.500 ft/min; 7.6 m/s @ 3550 lbs de peso bruto
- Carga alar: 177 kg/m2 (sin dispositivos en las puntas alares)